# Schrödingerova mačka
Schrödingerova mačka je misaoni pokus koji ponekad opisujemo kao paradoks. Djeluje u naizgled paradoksalnom kognitivnom pokusu u kvantnoj mehanici. Ispitivanje je razradio austrijski fizičar Erwin Schrödinger. Pokušava ilustrirati nedorečenost rane interpretacije kvantne mehanike pri prijelazu iz subatomskih u makroskopski sustav.
Pokus ilustrira što je Schrödinger vidio kad se problem Kopenhagenske interpretacije kvantne mehanike primijeni na svakodnevne objekte, jer tad na kraju ishod proturiječi zdravom razumu. Scenarij prikazuje mačku koja može biti i živa ili mrtva, ovisno o prijašnjem nasumičnom događaju. Iako je izvorni "pokus" bio zamišljen, slična se načela istraživalo i rabilo u praktičnim primjenama. Misaoni pokus često se pojavljivao u teorijskim raspravama interpretacijâ kvantne mehanike. Tijekom razvijanja ovog pokusa, Schrödinger je izmislio izraz Verschränkung (kvantna prepletenost).